# ロベルト・ピッコリ
ロベルト・ピッコリ（Roberto Piccoli, 2001年1月27日 - ）は、イタリア・ベルガモ出身のサッカー選手。カリアリ・カルチョ所属。ポジションはフォワード。

## 経歴

### クラブ
2001年1月27日、イタリア・ロンバルディア州のベルガモに生まれた。13歳でアタランタBCの下部組織に加入。18歳で迎えた2019年4月15日、セリエA第32節のエンポリFCとの試合で試合終盤から交代出場しトップチームにデビューした。この2018-19シーズンにカンピオナート・プリマヴェーラ1を制すると、翌2019-20シーズンも同タイトルを獲得。さらにUEFAユースリーグで8得点を挙げ、ゴンサロ・ラモスと並び得点王に輝いた。
2020年9月15日、セリエAに初昇格したスペツィア・カルチョに期限付き移籍で加入した。11月25日のコッパ・イタリアのボローニャFC戦でプロとしての初得点を記録。12月20日に行われた第13節のFCインテルナツィオナーレ・ミラノ戦では、セリエAでの初得点も決めた。
2021-22シーズンはアタランタの一員に戻ると、2021年8月21日に行われた開幕節のトリノFCとの試合で、途中出場から後半アディショナルタイムに勝ち越しゴールとなるアタランタのトップチームでの初得点を決めた。しかし出場機会はそれほど得られず、2022年1月25日に半年間の契約でジェノアCFCに期限付き移籍で加入した。
2022年6月30日、エラス・ヴェローナFCに1年間の期限付き移籍で加入した。
2023年1月31日、ヴェローナとの契約を早期に解消し、エンポリFCに1年半の期限付き移籍で加入した。
2023年8月31日、エンポリとの契約を早期に解消し、USレッチェに1年間の期限付き移籍で加入した。
2024年7月17日、カリアリ・カルチョに1年間の期限付き移籍で加入した。

### 代表
各ユース世代のイタリア代表歴を持ち、2019年にはU-19イタリア代表としてUEFA U-19欧州選手権2019に参加した。

## タイトル

### クラブ
アタランタ
- カンピオナート・プリマヴェーラ1：2回（2018-19, 2019-20）
- スーペルコッパ・プリマヴェーラ：1回（2019）

### 個人
- UEFAユースリーグ得点王：2019-20
- ゴールデンボーイ賞（イタリア人部門）：2021